# Hüttenweiher
Koordinaten: 50° 25′ 58″ N, 7° 33′ 56″ O
Der Hüttenweiher ist ein Naturschutzgebiet im Landkreis Mayen-Koblenz in Rheinland-Pfalz. Der Weiher liegt in Sayn, einem Stadtteil von Bendorf und diente ursprünglich zur Wasserversorgung der Bendorfer Concordiahütte.
Der Weiher ist etwa 150 Meter lang und maximal 40 Meter breit, zum Schutzgebiet gehört auch ein Teil des Mühlenbachs oder Rotherbachs, ein vom Saynbach gespeistes künstliches Gewässer III. Ordnung. Er wurde als Ausgleichsmaßnahme für die Einrichtung des Gewerbeparks Concordiagelände auf dem Gebiet der ehemaligen Concordiahütte zur Verfügung und unter Naturschutz gestellt. Nördlich des Weihers verläuft die Straße Am Röttchenshammer.
Das Naturschutzgebiet Hüttenweiher (NSG-7137-041) hat eine Größe von ca. einem Hektar. Die Unterschutzstellung erfolgte am 15. November 1985 durch die Bezirksregierung Koblenz. Schutzzweck ist die Erhaltung des Hüttenweihers mit seiner Umgebung als Lebensraum seltener in ihrem Bestande bedrohter wildwachsender Pflanzenarten und wildlebender Tierarten.